# Estland op de Olympische Winterspelen 2010

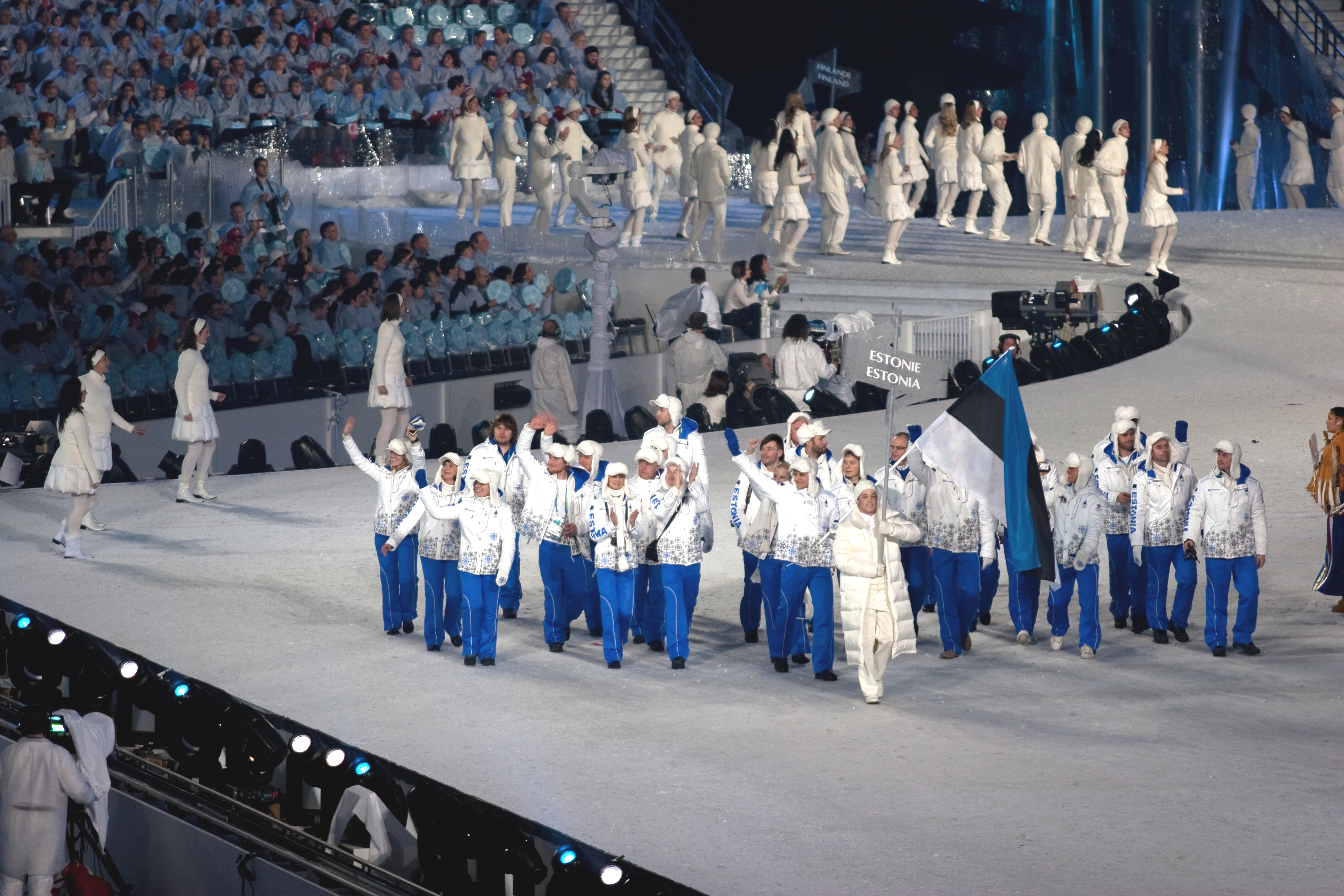
Het team van Estland bij de opening

Tijdens de Olympische Winterspelen van 2010, die in Vancouver (Canada) werden gehouden, nam Estland voor de achtste keer deel aan de Winterspelen.

## Medailleoverzicht
| Sport      | Olympiër             | Discipline        | Medaille |
| ---------- | -------------------- | ----------------- | -------- |
| Langlaufen | Kristina Šmigun-Vähi | 10 km vrije stijl | Zilver   |

## Deelnemers en resultaten
(m) = mannen, (v) = vrouwen 

### Alpineskiën
| Olympiër      | Discipline       | Resultaat | Prestatie                          |
| ------------- | ---------------- | --------- | ---------------------------------- |
| Deyvid Oprja  | reuzenslalom (m) | 66e       | 3.00,78 (+22,95) — 1.29,27+1.31,51 |
| Deyvid Oprja  | slalom (m)       | dnf-1     | opgave run 1                       |
|               |                  |           |                                    |
| Tiiu Nurmberg | reuzenslalom (v) | dnf-1     | opgave run 1                       |
| Tiiu Nurmberg | slalom (v)       | 42e       | 1.57,99 (+17,10) — 58,91+59,08     |

### Biatlon
| Olympiër                                              | Discipline                | Resultaat | Prestatie |
| ----------------------------------------------------- | ------------------------- | --------- | --- |
| Kauri Koiv                                            | 10 km sprint (m)          | 48e       | 26.56,0 (+2.48,2) pen.: 2 (1 + 1)                                                                             |
| Kauri Koiv                                            | 12,5 km achtervolging (m) | 50e       | 37.45,5 (+4.07,1) pen.: 4 (0 + 1 + 2 + 1)                                                                     |
| Kauri Koiv                                            | 20 km individueel (m)     | 44e       | 53.22,4 (+4.59,9) pen.: 3 (1 + 0 + 1 + 1)                                                                     |
| Indrek Tobreluts                                      | 10 km sprint (m)          | 31e       | 26.18,9 (+2.11,1) pen.: 1 (0 + 1)                                                                             |
| Indrek Tobreluts                                      | 12,5 km achtervolging (m) | 48e       | 37.29,0 (+3.50,6) pen.: 5 (2 + 0 + 2 + 1)                                                                     |
| Martten Kaldvee                                       | 10 km sprint (m)          | 74e       | 28.07,7 (+3.59,9) pen.: 2 (2 + 1)                                                                             |
| Martten Kaldvee                                       | 20 km individueel (m)     | 81e       | 57.56,7 (+9.34,2) pen.: 6 (1 + 1 + 2 + 2)                                                                     |
| Roland Lessing                                        | 10 km sprint (m)          | 62e       | 27.26,0 (+3,18,2) pen.: 3 (2 + 1)                                                                             |
| Roland Lessing                                        | 20 km individueel (m)     | 65e       | 55.29,8 (+7.07,3) pen.: 5 (3 + 0 + 1 + 1)                                                                     |
| Priit Viks                                            | 20 km individueel (m)     | 20e       | 51.38,1 (+3.15,6) pen.: 1 (1 + 0 + 0 + 0)                                                                     |
| Priit Viks Kauri Koiv Indrek Tobreluts Roland Lessing | 4×7,5 km estafette (m)    | 14e       | 1:28.16,5 (+6.38,4) pen.: 3 (3+7 0+3) 21.07,1 (0+0 0+3) 22.39,6 (1+3 0+0) 21.54,3 (0+1 0+0) 22.35,5 (2+3 0+0) |
|                                                       |                           |           | |
| Sirli Hanni                                           | 7,5 km sprint (v)         | 84e       | 23.57,8 (+4.02,2) pen.: 2 (2 + 0)                                                                             |
| Kadri Lehtla                                          | 7,5 km sprint (v)         | 64e       | 22.34,2 (+2.38,6) pen.: 2 (2 + 0)                                                                             |
| Kadri Lehtla                                          | 15 km individueel (v)     | 45e       | 45.43,0 (+4.50,2) pen.: 2 (1 + 0 + 1 + 0)                                                                     |
| Eveli Saue                                            | 7,5 km sprint (v)         | 55e       | 22.23,3 (+2.27,7) pen.: 2 (1 + 1)                                                                             |
| Eveli Saue                                            | 10 km achtervolging (v)   | dnf       | dnf - pen.: 7 (1 + 2 + 4)                                                                                     |
| Eveli Saue                                            | 15 km individueel (v)     | 42e       | 45.27,9 (+4.35,1) pen.: 2 (1 + 0 + 0 + 1)                                                                     |
| Kristel Viigipuu                                      | 7,5 km sprint (v)         | 83e       | 23.57,1 (+4.01,5) pen.: 0 (0 + 2)                                                                             |
| Kadri Lehtla Eveli Saue Sirli Hanni Kristel Viigipuu  | 4×6 km estafette (v)      | 18e       | 1:17.55,5 (+8.19,2) pen.:2 (2+9 0+7) 18.49,8 (0+2 0+2) 18.15,4 (0+1 0+1) 20.06,6 (1+3 0+1) 20.43,7 (1+3 0+3)  |

dnf: niet gefinisht

### Kunstrijden
| Olympiër                    | Discipline | Resultaat | Prestatie                                                               |
| --------------------------- | ---------- | --------- | ----------------------------------------------------------------------- |
| Elena Glebova               | vrouwen    | 21e       | 134.19 korte kür: 50.80, vrije kür: 83.39                               |
| Maria Sergejeva Ilja Glebov | paren      | 19e       | 124.90 korte kür: 42.18, vrije kür: 82.72                               |
| Irina Shtork Taavi Rand     | ijsdansen  | 23e       | 115.18 verplichte dans: 21.73, originele dans: 35.21, vrije dans: 58.24 |

### Langlaufen
| Olympiër                                                  | Discipline              | Resultaat | Prestatie                                                          |
| --------------------------------------------------------- | ----------------------- | --------- | ------------------------------------------------------------------ |
| Kein Einaste                                              | sprint (m)              | kw.       | kwalificatie: 3.59,19 (+24,62) 59e                                 |
| Algo Kärp                                                 | 50 km klassiek (m)      | 41e       | 2:13.49,6 (+8.14,1)                                                |
| Kaspar Kokk                                               | 30 km achtervolging (m) | 42e       | 1:22.40,3 (+7.28,9)                                                |
| Peeter Kümmel                                             | sprint (m)              | KF        | kwalificatie: 3.37,99 (+3,42) 9e; kwartfinale-4: 3.42,4 (+0,6) 3e  |
| Jaak Mae                                                  | 50 km klassiek (m)      | 30e       | 2:10.41,3 (+5.05,8)                                                |
| Aivar Rehemaa                                             | 15 km vrije stijl (m)   | 51e       | 36.13,5 (+2.37,2)                                                  |
| Aivar Rehemaa                                             | 30 km achtervolging (m) | 37e       | 1:21.15,8 (+6.04,4)                                                |
| Aivar Rehemaa                                             | 50 km klassiek (m)      | 34e       | 2:10.57,6 (+5.22,8)                                                |
| Anti Saarepuu                                             | sprint (m)              | kw.       | kwalificatie: 3.45,44 (+10,87) 42e                                 |
| Timo Simonlatser                                          | sprint (m)              | KF        | kwalificatie: 3.40,65 (+6,08) 25e; kwartfinale-3: 3.43,4 (+1,6) 6e |
| Karel Tammjarv                                            | 15 km vrije stijl (m)   | 67e       | 37.38,4 (+4.02,1)                                                  |
| Karel Tammjarv                                            | 30 km achtervolging (m) | 46e       | 1:23.02,9 (+7.51,5)                                                |
| Andrus Veerpalu                                           | 50 km klassiek (m)      | 6e        | 2:05.41,6 (+6,1)                                                   |
| Anti Saarepuu Peeter Kummel                               | teamsprint              | HF        | halve finale-1: 19.27,6 (8e)                                       |
| Team Estland Algo Kärp Jaak Mae Aivar Rehemaa Kaspar Kokk | 4× 10 km (m)            | 14e       | 1:51.41,2 (+6.35,8) 29.54,6 28.43,4 25.50,0 27.13,2                |
|                                                           |                         |           |                                                                    |
| Tatjana Mannima                                           | 10 km vrije stijl (v)   | 58e       | 28.13,0 (+3.14,6)                                                  |
| Tatjana Mannima                                           | 15 km achtervolging (v) | 44e       | 44.24,2 (+4.26,1)                                                  |
| Tatjana Mannima                                           | 30 km klassiek (v)      | 42e       | 1:40.51,3 (+10.17,6)                                               |
| Triin Ojaste                                              | sprint (v)              | kw.       | kwalificatie: 3.52,12 (+14,26) 37e                                 |
| Kristina Šmigun-Vähi                                      | 10 km vrije stijl (v)   | Zilver    | 25.05,0 (+6,6)                                                     |
| Kristina Šmigun-Vähi                                      | 15 km achtervolging (v) | dnf       | niet gefinisht                                                     |
| Kristina Šmigun-Vähi                                      | 30 km klassiek (v)      | 28e       | 1:35.27,2 (+4.53,5)                                                |
| Kaija Udras                                               | sprint (v)              | kw.       | kwalificatie: 3.51,05 (+13,00) 31e                                 |
| Kaija Udras                                               | 15 km achtervolging (v) | dnf       | niet gefinisht                                                     |
| Triin Ojaste Kaija Udras                                  | teamsprint (v)          | HF        | 20.02,2 (8e)                                                       |

Albanië · Algerije · Andorra · Argentinië · Armenië · Australië · Azerbeidzjan · België · Bermuda · Bosnië en Herzegovina · Brazilië · Bulgarije · Canada · Chili · China · Chinees Taipei · Colombia · Cyprus · Denemarken · Duitsland · Estland · Ethiopië · Finland · Frankrijk · Georgië · Ghana · Griekenland · Groot-Brittannië · Hongarije · Hongkong · Ierland · IJsland · India · Iran · Israël · Italië · Jamaica · Japan · Kaaimaneilanden · Kazachstan · Kirgizië · Kroatië · Letland · Libanon · Liechtenstein · Litouwen · Macedonië · Marokko · Mexico · Moldavië · Monaco · Mongolië · Montenegro · Nederland · Nepal · Nieuw-Zeeland · Noord-Korea · Noorwegen · Oekraïne · Oezbekistan · Oostenrijk · Pakistan · Peru · Polen · Portugal · Roemenië · Rusland · San Marino · Senegal · Servië · Slovenië · Slowakije · Spanje · Tadzjikistan · Tsjechië · Turkije · Verenigde Staten · Wit-Rusland · Zuid-Afrika · Zuid-Korea · Zweden · Zwitserland